# Người România
Người Rômania (tiếng Rumani: români, tên cũ là Vlach) là một nhóm dân tộc ở Romania có chung một nền văn hóa Rumani, chung tổ tiên và nói tiếng Rumani. Trong một cách giải thích về kết quả điều tra dân số ở Moldova thì người Moldova được tính là người Romani. Người Romania cũng là một dân tộc thiểu số ở một số quốc gia lân cận nằm ở Đông Âu, đặc biệt là ở Hungary, Cộng hòa Séc, Ukraina (bao gồm Moldova), Serbia và Bulgaria. Ngày nay, ước tính số lượng người Rumani trên toàn thế giới thay đổi từ 26 đến 30 triệu theo nhiều nguồn khác nhau, rõ ràng tùy thuộc vào định nghĩa của thuật ngữ 'Rumani', người Romania gốc Romania và Cộng hòa Moldova và cộng đồng người bản xứ của họ, cộng đồng tại Croatia, Bulgaria hoặc ở Bosnia và Herzegovina.